# 氧化胺

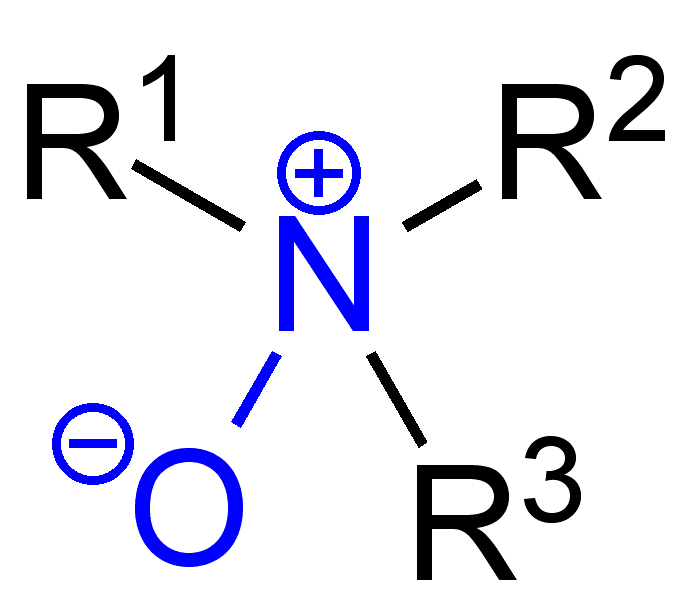
氧化胺的通式结构

氧化胺，也称为“胺-N-氧化物”和“N-氧化物”，是一类通式为R3N+-O−（也写作R3N=O或R3N→O）的有机化合物。狭义上的氧化胺指的是三級胺（包括含氮杂环芳香化合物，比如吡啶）的N-氧化物，广义上的氧化胺也包含一級和二級胺生成的N-氧化物。

## 性质
氧化胺为四面体构型，氮原子为四面体的中心，因此当氮上的三个基团不同时，会产生一对有光活性的对映异构体。当氮上的基团较大时，有时可以将这两个对映体拆分出来。
氧化胺有很强的极性，其偶极矩与季铵盐的偶极矩类似。因此低级的氧化胺大多是熔点高，不溶于苯、乙醚，易溶于水的化合物。
氧化胺有弱碱性（pKa = ~4.5），其共轭酸为R3N+－OH，可以看作是羟胺的烷基化产物。
氧化胺可用作胺类的保护基和有机合成中的中间体。氧化胺常常是胺类药物和毒品（如尼古丁、吗啡）的代谢产物。长链脂肪胺的氧化物也用作非离子表面活性剂和泡沫稳定剂。

## 制取
由三级胺或吡啶衍生物被过氧化氢（H2O2）、过硫酸或有机过酸（如mCPBA）氧化而得。

## 反应
- 热消除反应（Cope消除反应）。β-碳上有氢的氧化胺在加热至150－200°C时会发生顺式消除生成羟胺和烯烃。

- 还原为胺。氧化胺可以被氢化铝锂、硼氢化钠、锌／盐酸、铁／乙酸和催化氢化的方法还原为相应的胺类。吡啶-N-氧化物可以被三氯化磷还原为吡啶。
- O-烷基化反应。吡啶-N-氧化物与卤代烷反应生成N-烷氧基吡啶，用碱处理或加热时会分解为吡啶和醛。
- Meisenheimer重排反应：某些通式为 R1R2R3N+O− 的氧化胺可以发生重排生成通式为 R2R3N-O-R1 的羟胺衍生物。[2][3]

1,2-重排：

2,3-重排：

- Polonovski反应：叔胺氧化物被乙酸酐切断为相应的乙酰胺衍生物和醛：[4][5]

## 例子
- N-氧化吡啶：无色晶体，熔点62－67°C，可溶于水。它是合成上很有用的中间体，比吡啶更容易发生亲电取代反应，而且发生完取代后又可以很容易被转化为相应的取代吡啶，因此吡啶-N-氧化物常用来活化吡啶，进行亲电取代反应。
- N-甲基吗啉-N-氧化物：用作氧化剂。
- TEMPO（2,2,6,6-四甲基哌啶氧化物）：稳定的自由基氧化胺，在有机合成中用作氧化剂。